# Park im. Siemiradzkiego (Gorzów Wielkopolski)
Park im. Henryka Siemiradzkiego położony jest w okolicy centrum Gorzowa Wielkopolskiego, na wzgórzach otaczających stare miasto. Ma powierzchnię 9,6 ha. Znajduje się w nim amfiteatr, w którym organizowane są imprezy artystyczne. Park powstawał w latach 1869–1908 dzięki działalności Towarzystwa Upiększania Miasta. Drzewa i krzewy są reprezentowane przeważnie przez krajowe gatunki. Znajduje się tutaj platforma widokowa oraz tzw. "Schody Donikąd", będące pozostałością po planowanej inwestycji - budowie palmiarni na szczycie w parku. Zarówno z platformy jak i ze schodów roztacza się panorama miasta.

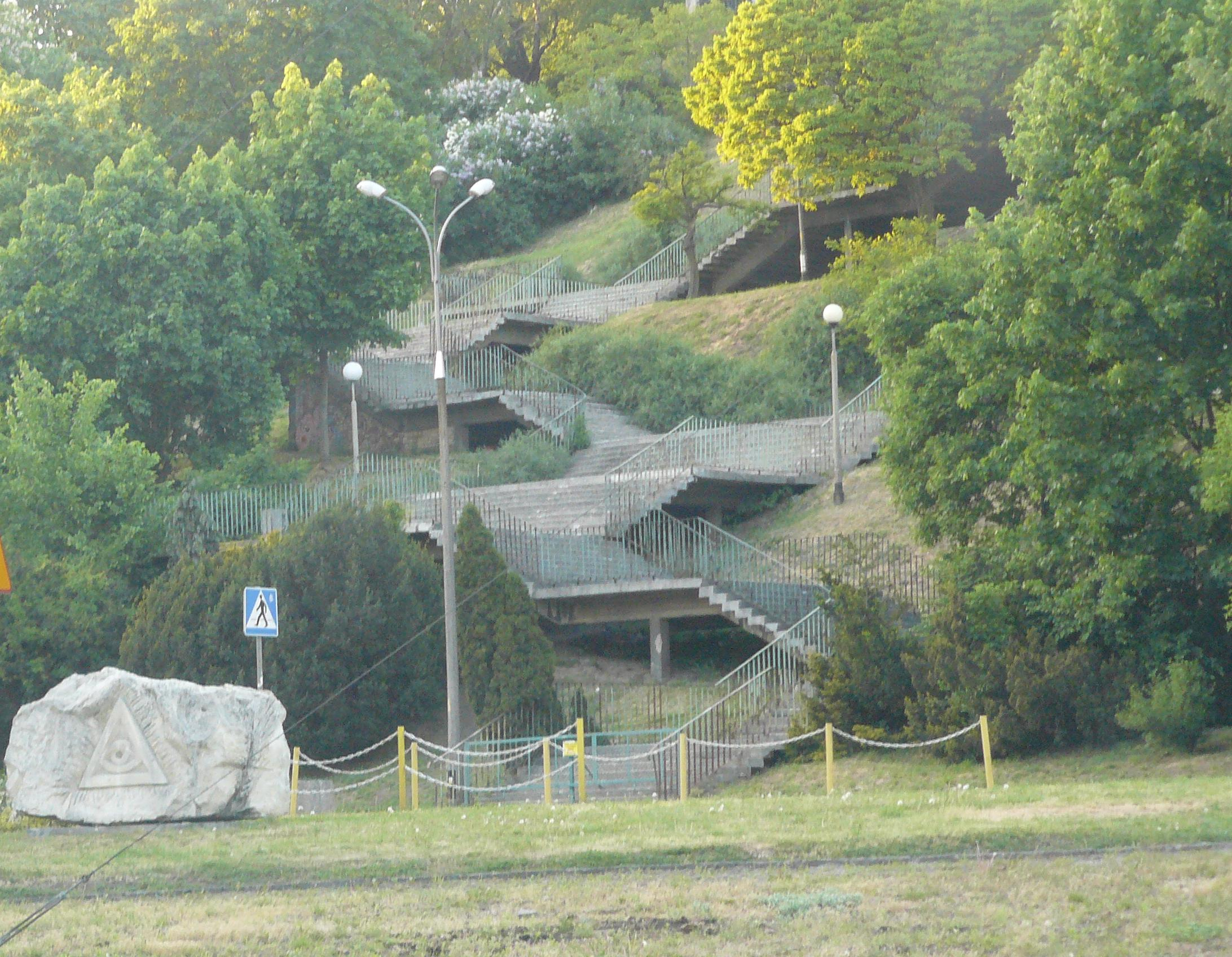
Schody Donikąd